# Церковь Альберта Швейцера (Тюбинген)
Церковь Альберта Швейцера (нем. Albert-Schweitzer-Kirche) — евангелическая церковь в Тюбингене, расположена на улице Herbstenhof и названа в честь теолога и врача Альберта Швейцера. Здание храма, построенное из камня и железобетона в середине 1980-х годов, было спроектировано архитектором Карлом-Хайнцем Ангстом.

## История и описание
Церковь Альберта Швейцера расположена в районе Ванне города Тюбинген. Здание было построено по проекту архитектора Карла-Хайнца Ангста в середине 1980-х годов: конструкция основного корпуса из камня и железобетона снаружи покрыта белой штукатуркой. Деревянная крыша видна только изнутри храма, поскольку её скаты покрыты цинко-титановым листом.
Башня-колокольня церкви встроена непосредственно в ансамбль главного корпуса, оси которого ориентированы строго с юга на север и с востока на запад, в месте пересечения этих осей и расположена колокольня. Диагональные оси здания также имеют важное символическое значение: так на юго-востоке располагается церковный портал, на северо-востоке — алтарь, на северо-западе — мозаика с изображением Альберта Швейцера, а на юго-западе находится треугольное окно «клубной комнаты».
Цветные окна-витражи как в основном помещении, предназначенном для богослужений, так и в общественном центре (клубе) были выполнены по эскизам художницы Карин Оберлен. В 1986 году её акварельная работа послужила отправной точкой для дизайна главного витражного окна, к которому в 1988 было добавлено треугольное окно клуба и, в 1993, окно северной стены. Ули Глайс создал изогнутую стену, содержащую мозаику с изображениями и текстами Швейцера. В зале протестантского храма существует специальное место — под названием «Вселенский вид из окна» (нем. Ökumenischer Fensterblick) — откуда виден крест соседней католической церкви Святого Павла. Орган церкви Швейцера был построен в 1987—1988 годах в органной мастерской Ричарда Ренша из города Лауффен-ам-Неккар. Инструмент был торжественно открыт 6 марта 1988 года, а в феврале 2009 года он прошёл капитальный ремонт и реставрацию.